# Sant’Agapito

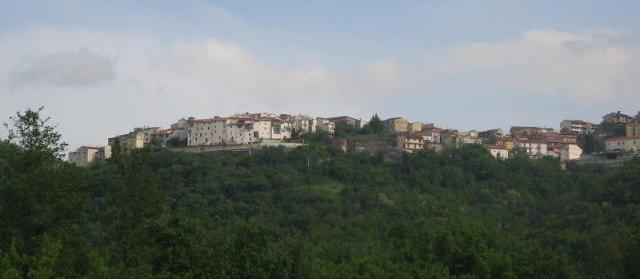
Panorama von Sant’Agapito

Sant’Agapito ist eine italienische Gemeinde (comune) mit 1339 Einwohnern (Stand 31. Dezember 2023) in der Provinz Isernia in der Region Molise. Die Gemeinde liegt etwa 6 Kilometer südlich von Isernia und gehört zur Comunità Montana Centro Pentria.

## Verkehr
Entlang des nördlichen Rands der Gemeinde führt die Strada Statale 17 dell’Appennino Abruzzese e Appulo Sannitica von Antrodoco nach Foggia.